# San José (Copán)
San José – gmina (municipio) w zachodnim Hondurasie, w departamencie Copán. W 2010 roku zamieszkana była przez ok. 6,1 tys. mieszkańców. Siedzibą administracyjną jest miejscowość San José.

## Położenie
Gmina położona jest we wschodniej części departamentu. Graniczy z 5 gminami:
- Trinidad de Copán i Naranjito od północy,
- Lepaera od wschodu,
- Santa Rosa de Copán od południa,
- Veracruz od zachodu.

## Miejscowości
Według Narodowego Instytutu Statystycznego Hondurasu na terenie gminy położone były następujące wsie:
- San José
- Buena Vista
- El Porvenir
- Las Delicias
- Plan de San Jerónimo
- Vivistorio

## Demografia
Według danych honduraskiego Narodowego Instytutu Statystycznego na rok 2010 struktura wiekowa i płciowa ludności w gminie przedstawiała się następująco:
| Wiek      | 0–3 | 4–6 | 7–12  | 13–17 | 18–24 | 25–64 | 65+ | razem |
| San José  | 614 | 549 | 1 035 | 763   | 765   | 2 054 | 355 | 6 134 |
| Mężczyźni | 335 | 284 | 566   | 412   | 428   | 1 049 | 173 | 3 248 |
| Kobiety   | 279 | 266 | 468   | 351   | 337   | 1 005 | 182 | 2 887 |